# HONMA TOURWORLD CUP
HONMA TOURWORLD CUP（ほんまツアーワールドカップ）は、2015年から2017年まで開催された株式会社本間ゴルフの主催による日本ゴルフツアー機構（JGTO）公認の男子プロゴルフトーナメントである。2017年実績、賞金総額1億円、優勝賞金2000万円。
第1回は茨城県小美玉市の石岡ゴルフ倶楽部を舞台にして開催された。ツアータイトルの「TOURWORLD」は、2012年から本間ゴルフが展開している上級者向けブランドで、ツアー開催により同ブランドのさらなる認知度向上を図っている。
しかし2015年に関しては日本プロゴルフ協会（JPGA）のPGAシニアツアー・日本プロゴルフシニア選手権大会 住友商事・サミットカップが、全く同じ日程でかつ至近距離（石岡市のサミットゴルフクラブ）で開催されたため、JPGA側が不満を示していた。これを受けて2016年以降の大会については日程調整が行われる見込みだったものの、2016年の両大会も同時期・同会場で開催された。2017年は本間ゴルフと共催していたアコーディア・ゴルフが主催から撤退。さらに会場を愛知県豊田市の京和カントリー倶楽部に変更して開催されたが、2017年12月19日に行われたJGTOの2018年トーナメントスケジュール発表の場で開催中止が発表された。

## 歴代優勝者
| 開催回 | 開催年 | 優勝者名                 | スコア | 備考        |
| ------ | ------ | ------------------------ | ------ | ----------- |
| 第1回  | 2015年 | 李京勲（イ・キョンフン） | -16    |             |
| 第2回  | 2016年 | 池田勇太                 | -14PO  | [ 8 ] [ 9 ] |
| 第3回  | 2017年 | 宮里優作                 | -22    | [ 10 ]      |

PO プレーオフでの決着

## テレビ放送
- 大会2日目はCS放送の日テレジータス、3日目と最終日の午前中はCS放送の日テレNEWS24、午後はBSデジタル放送のBS日テレがそれぞれ生中継していた。